# Gigmoto
Gigmoto é um município de  quinta classe de renda municipal (d) na província Catanduanes, nas Filipinas. De acordo com o censo de 1 de maio  de  2020 possui uma população de 8 712 pessoas e 1 955 domicílios.